# Пушнина

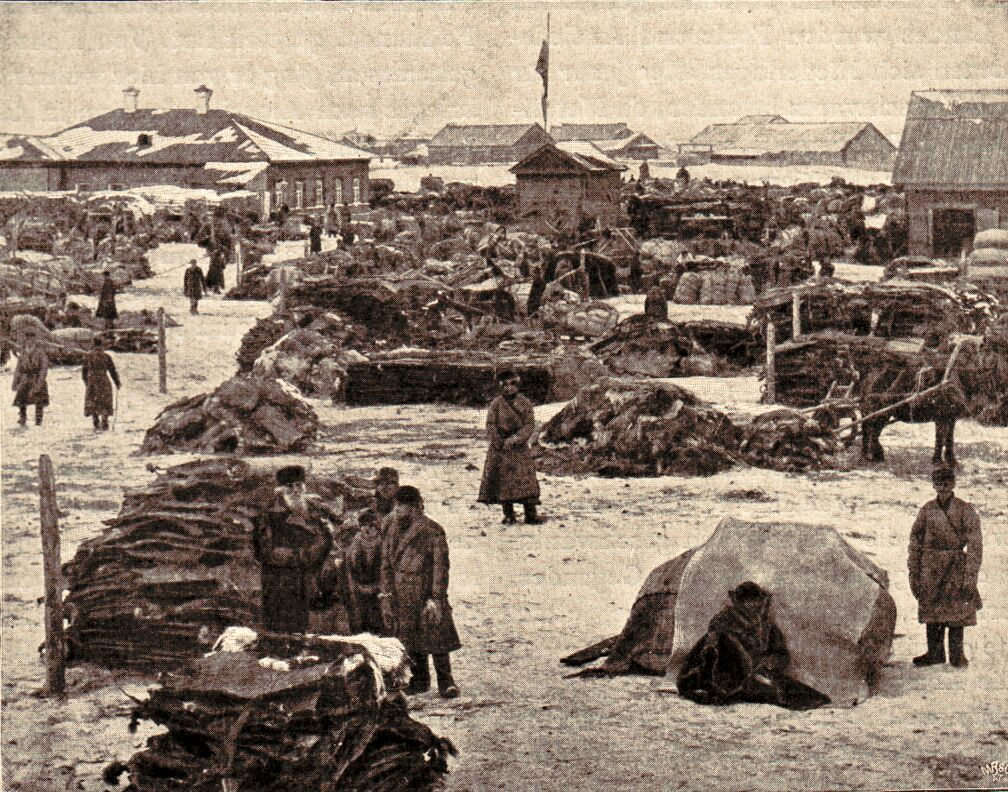
Рынок пушнины в Ирбите (Ирбитская ярмарка), 1900 год.

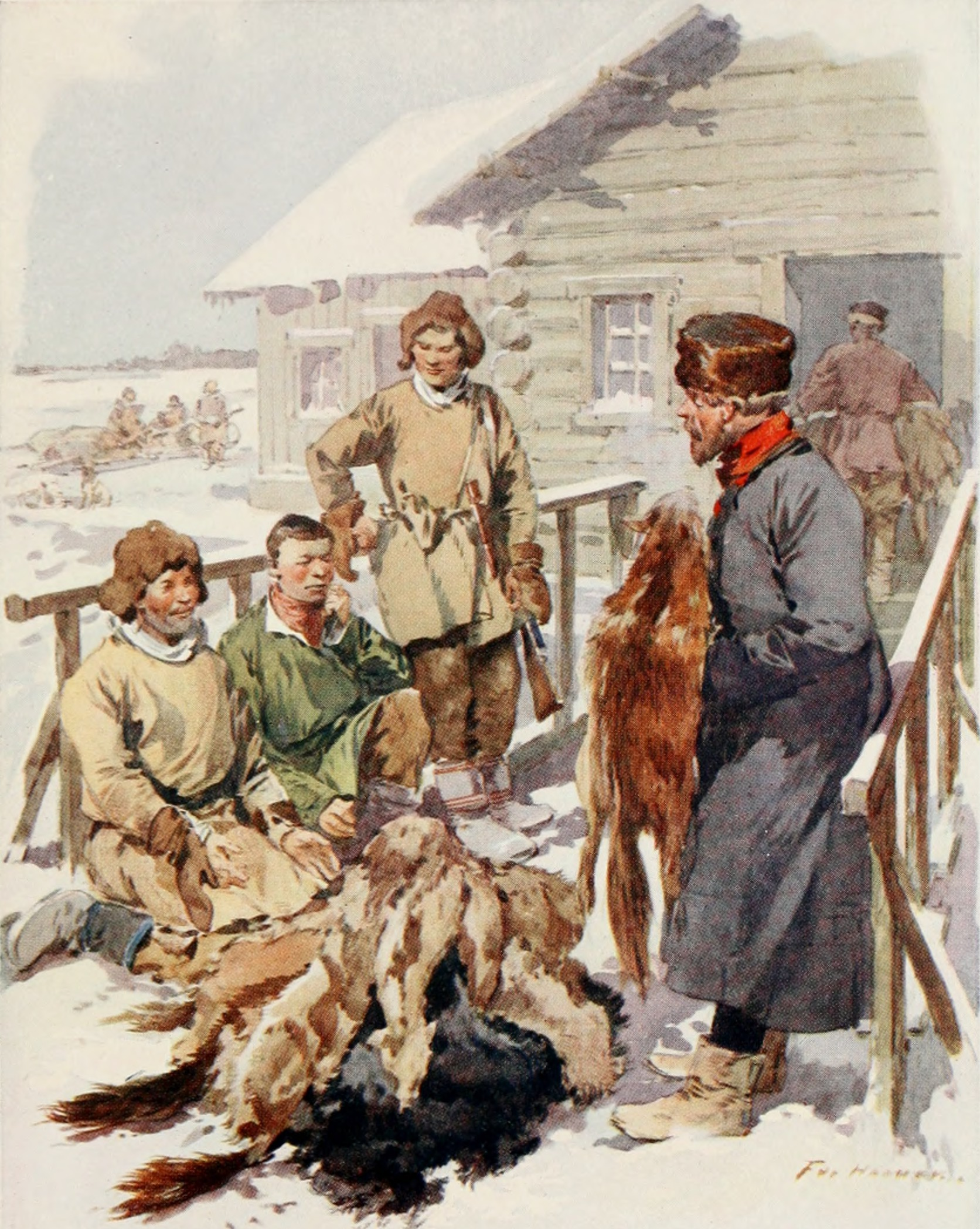
Северные торговцы пушниной. Рисунок Фредерика де Ханена, 1913 год.

Пушни́на (устаревшее: Пышнина, Торга, Пушной товар) — выделанные шкурки пушных зверей (млекопитающих с ценным мехом), используемые для производства меховых изделий.
Пушнина добывается охотой (пушной промысел) или является продукцией звероводческих хозяйств. Как правило, мех является единственной целью охоты, мясо и другие составляющие не используются. Охота и торговля пушниной являлись важными факторами в освоении Сибири и Северной Америки. Пушнина была товаром с высокой рентной составляющей (таким же как нефть или каучук).

## Пушные звери
К пушным зверям, в частности, относятся такие виды как:
- бобр
- норка
- нутрия
- горностай
- соболь
- песец
- ондатра
- калан
- выдра
- и другие.

## Рухлядь

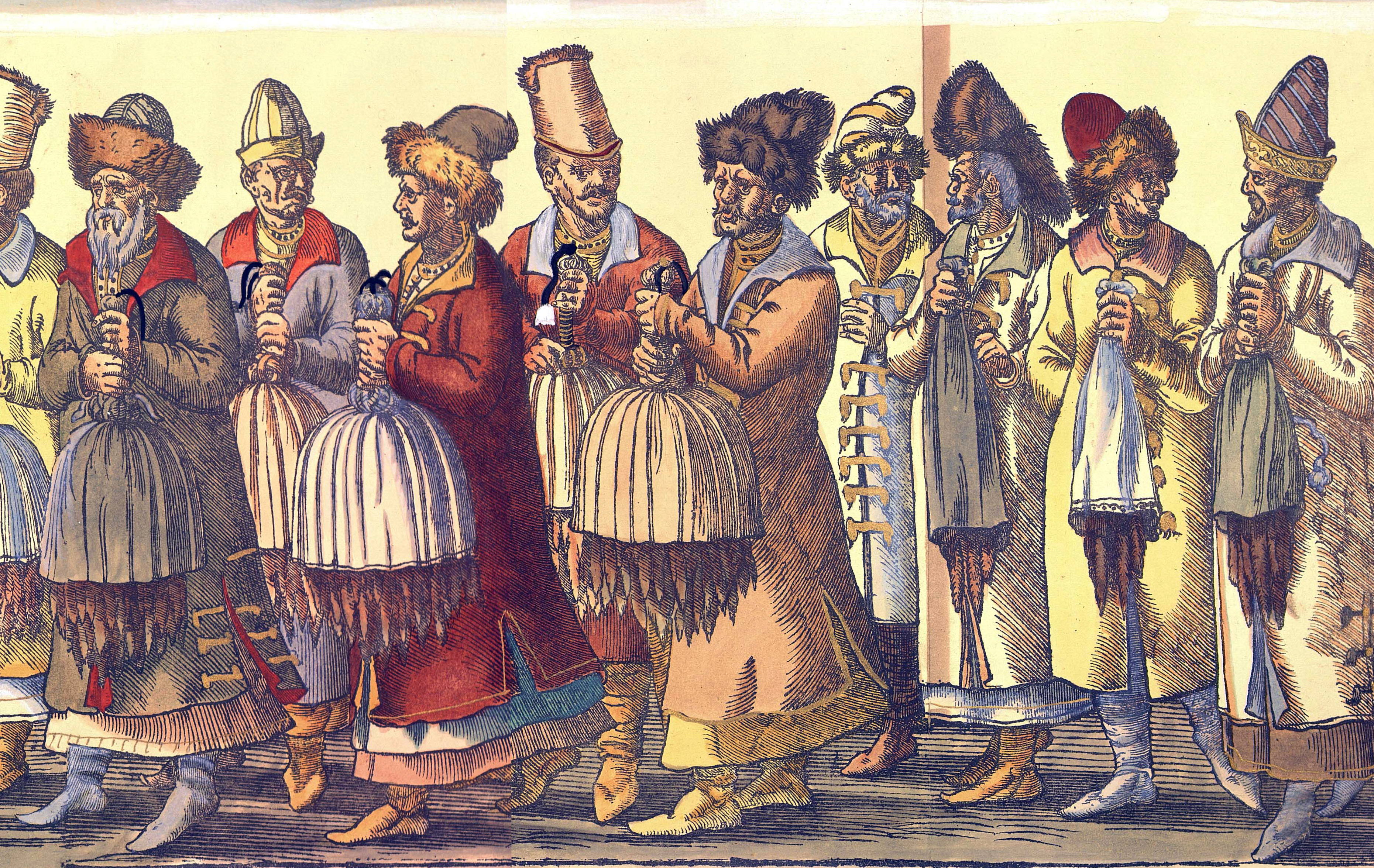
Русское посольство (гравюра 1576 года) Поднесение даров русским посольством императору Максимилиану II в 1579 году — «сорока соболей», то есть связки собольих шкурок — рухлядь.

Рухлядью на Руси называли весь движимый скарб (пожитки и имущество). Такое название требовало сочетания с прилагательными, определявшими качественную характеристику движимого имущества, отсюда кузнечная рухлядь, платеная (платяная) рухлядь, рубашеная, седельная, русская, соболиная, разбойная, мелкая, дорогая и т. д.:
Рухлядь — название пушнины, выделанных шкурок пушных зверей, используемых для производства меховых изделий. В «Уставе о податях» Свода законов Российской империи от 1842 года, в разделе III «О податях с инородных племён, в общем окладе не состоящих» приводилось деление рухляди на «обыкновенную» — пушнину песца, горностая, белки и проч. (статья 848) и «дорогую» — мех чёрных и чёрно-бурых лисиц (ст. 850), и разрешалось «всем самоедам иметь право платить ясак обыкновенной рухлядью, точно так же, как наличными деньгами» (ст. 851).